# Acuerdo marco de cooperación económica entre China y Taiwán
El Acuerdo marco de cooperación económica entre China y Taiwán es un acuerdo de libre intercambio entre China y Taiwán firmado en Chongqing en junio de 2010. Tiene efecto a partir del 12 de septiembre de 2010. El acuerdo apunta una reducción de los aranceles de China sobre 536 tipos de productos a cambio de una reducción por Taiwán de los derechos de aduana sobre 267 tipos de productos.
Este acuerdo prevé el comienzo de negociación de acuerdos adicionales más especializados, como por ejemplo el acuerdo comercial de servicios a través del estrecho de Taiwán, firmado en 2013, el cual ha sido objeto de una importante oposición y de un movimiento de estudiantes, el Movimiento Estudiantil Girasol.